# ヴラジーミル・マラーホフ
ヴラジーミル・マラーホフ （宇:Малахов Володимир Анатолійович、1968年1月7日 - ） は、ウクライナ出身の男性バレエダンサー。1999年から振付家としても活動している。2004年より2014年までベルリン国立バレエ団の芸術監督を務め、現在は東京バレエ団のアーティスティックアドバイザー。

## 経歴
ソ連時代のウクライナはドニプロペトロウシク州クルィヴィーイ・リーフに生まれる。4歳でバレエを始め、10歳のときモスクワのボリショイ・バレエ学校に入学。卒業後の1986年にモスクワ・クラシック・バレエ団に入団し、最も若いプリンシパルとなる。同年にはヴァルナ国際バレエコンクール金賞、1989年モスクワ国際バレエコンクール金メダル受賞。
ソ連が崩壊した1991年にロシアを離れ、1992年にウィーン国立歌劇場バレエ団のプリンシパルとなる。1994年にはカナダ国立バレエともプリンシパルとして契約。1995年、メトロポリタン歌劇場でのアメリカン・バレエ・シアター公演を機に、ABTのプリンシパルとなった。その他、プリンシパル・ゲストとして、ウィーン、シュトゥットガルト、ベルリンでも踊っている。
2002年、ベルリン国立歌劇場バレエ団の芸術監督に就任。2004年ベルリンの3つの歌劇場の統合により新設されたベルリン国立バレエ団の芸術監督に就任。2007年8月に膝の手術を受けてしばらく舞台を離れるが、2008年1月に舞台に復帰した。2013-14年シーズンをもって退任後、2014年8月より東京バレエ団のアーティスティックアドバイザーに就任した。
レパートリーも幅広く、『白鳥の湖』、『ジゼル』、『ロメオとジュリエット』、『ナルシス』（ゴレイゾフスキー振付）、『ヴォヤージュ』（ツァネラ振付）、『レマンゾ』（N・ドゥアト振付）など。振付家としては『ラ・ペリ』、『ラ・バヤデール』、『眠れる森の美女』、『シンデレラ』などの改訂演出作品があり、自らも現役舞踏手として出演している。

## 書籍
- Vladimir Malakhov（篠山紀信撮影、朝日出版社、1998年）
- ウラジーミル・マラーホフ（インゲボルグ・ティヒー＝ルーガー著、文園社、2005年）